# Pelastoneurus barri
Pelastoneurus barri är en tvåvingeart som beskrevs av Harmston 1972. Pelastoneurus barri ingår i släktet Pelastoneurus och familjen styltflugor.
Artens utbredningsområde är Kalifornien. Inga underarter finns listade i Catalogue of Life.